# Exit... Stage Left (video)
Exit... Stage Left è un video concerto della rock band canadese Rush ed è stato filmato al The Forum di Montréal, in Québec, il 27 marzo 1981. Il video è stato registrato durante un concerto del Moving Pictures Tour, e comprende solo una parte dello show. È stato pubblicato su diversi supporti, videocassetta, laserdisc e DVD. Esiste una versione audio CD con lo stesso nome ma che non contiene le stesse tracce, dato che parte del materiale è stato tratto da differenti registrazioni.

## Formati
Il video è stato originariamente registrato su videocassetta e laserdisc e pubblicato nel 1981 e certificato disco d'oro dalla RIAA il 19 febbraio 1986. Attualmente la versione su questi supporti è fuori produzione. Il 13 giugno del 2006 è stato nuovamente distribuito, in un DVD facente parte della raccolta Rush Replay X 3, l'intero concerto rimasterizzato digitalmente con l'audio 5.1 sorround remixato da Alex Lifeson e Mike Fraser. Il primo maggio 2007 è stata pubblicata singolarmente la stessa versione del concerto in DVD di Exit... Stage Left.

## Tracce
1. Intro (narrazione con parti di The Camera Eye suonata dal vivo) - 2:15
2. Limelight - 4:38
3. Tom Sawyer (Lee/Lifeson/Peart/Dubois) - 5:00
4. The Trees - 4:47
5. Xanadu - 12:32 (narrazione iniziale)
6. Red Barchetta, 6:37
7. Freewill - 5:50
8. Closer to the Heart (Lee/Lifeson/Peart/Talbot) - 3:30
9. YYZ (Lee/Peart) (parti della versione in studio, con un'intervista audio) - 1:25
10. By-Tor and the Snow Dog - 4:13
11. In the End (Lee/Lifeson) - 1:42
12. In the Mood (Lee) - 1:35
13. 2112: Grand Finale - 2:42
14. Fine - Crediti (YYZ) (studio) - 2:20

## Formazione
- Geddy Lee - basso, voce, sintetizzatore, chitarra ritmica
- Alex Lifeson - chitarra solista, chitarra acustica
- Neil Peart - batteria, percussioni